# Villa Rosa
Villa Rosa – miasto w Wenezueli, w stanie Nueva Esparta, w gminie García.
Według danych szacunkowych na rok 2015 liczy 53 000 mieszkańców.